# Formion
Formion (zm. 428 p.n.e.) – strateg ateński z drugiej połowy V wieku p.n.e. Brał udział w operacjach morskich w wojnie przeciwko Samos (440–439 p.n.e.) oraz w oblężeniu Potidai (431–429 p.n.e.). Podczas II wojny penelopeskiej zwyciężył wrogów w bitwach pod Naupaktos i w Akarnanii. Zmarł prawdopodobnie po powrocie z tej wyprawy.